# Sikalang
Sikalang is een bestuurslaag in het regentschap Sawah Lunto van de provincie West-Sumatra, Indonesië. Sikalang telt 1469 inwoners (volkstelling 2010).